# Antropología de Colombia
Colombia es un país joven a pesar de que su historia se remonta por centurias. El territorio nacional, unificado bajo un régimen republicano y centralista desde 1819, reúne regiones todavía diferenciadas por su cultura, costumbres, tipos humanos y recursos económicos. La presencia de estas regiones explica una de las características principales de la nación colombiana. Aunque su territorio incluye la zona andina, las extensas planicies orientales, las llanuras caribeñas, los bosques húmedos de la región del Pacífico y las selvas del Amazonas, lo cierto es que Colombia es históricamente un país andino que se prolonga hacia el litoral atlántico.

## Razas y etnias
En Colombia la historia presenta la mezcla de tres razas: la mongoloide, la caucasoide y la negroide, en circunstancias especiales que colocan a cada una de ellas en posiciones muy distintas. La conquista de América en el siglo XVI tuvo como consecuencia la dominación de los aborígenes, descendientes de los antiguos emigrantes asiáticos y dio lugar al nacimiento de los primeros mestizos; luego, con la llegada del africano como esclavo nacerán los mulatos y más tarde los zambos como fruto de la unión de las dos razas dominadas.
Las jerarquías sociales y económicas establecidas en aquel proceso siguen vigentes en la Colombia actual. Del total de habitantes son blancos un 20%, mestizos un 57%, mulatos un 14%, negros un 5%, zambos un 3% e indígenas un 1%. De blanco y mestizos se compone la élite que detenta el poder económico, industrial y político; la clase media de agricultores y empleados, está formada principalmente por mestizos y mulatos; en el pueblo raso se mezclan mestizos, negros, mulatos y zambos, y en el punto más bajo de la escala social está el indígena. 

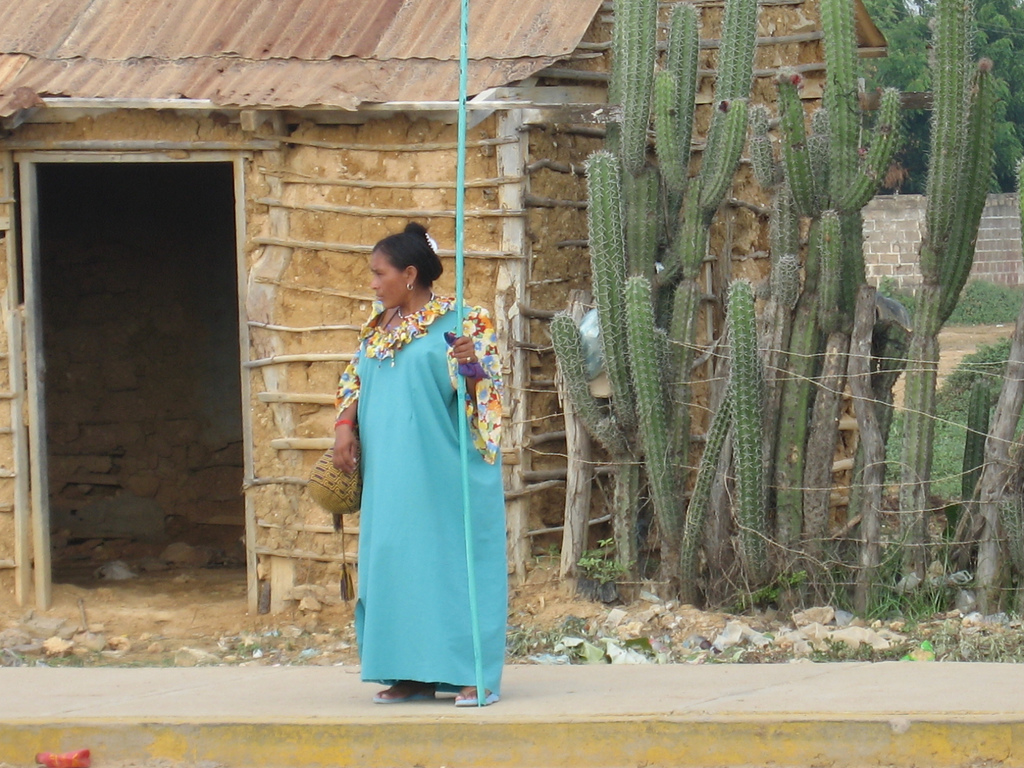
Mujer Wayuu woman Guajira Colombia by Jenni Contreras

Los blancos, descendientes de los conquistadores andaluces y castellanos, de inmigrantes posteriores que llegaron del País Vasco y de europeos venidos en diferentes épocas, principalmente en la postguerra, algunos sin mezclas y otros ya mestizados, viven en los grandes centros urbanos. La gran mayoría mestiza está dispersa por todo el país, pero con mayor densidad en la región andina; los negros y mulatos pueblan las costas del Atlántico, a donde llegaron como esclavos, y las del Pacífico, donde se utilizaron como mano de obra en minería, las orillas de los ríos Cauca y Magdalena donde sirvieron como bogas en el transporte fluvial y los yacimientos mineros de la montaña; los zambos aparecen escasamente en lugares de convivencia de negros e indios debido a su tradicional antagonismo, y por último, el indio, sin mezcla racial porque su ley es severa en prohibirla, ha quedado confinado en la selva amazónica, las desérticas tierras de la península de La Guajira, la costa húmeda y selvática del Chocó y algunos enclaves cordilleranos.
La diferencia racial en Colombia no puede desligarse de la diferencia social, porque los estamentos de poder se cimentaron en la explotación de negros e indígenas por el blanco y, aunque de una manera menos drástica, este orden de cosas continúa. Para hablar de etnias se debe remitir a los grupos indígenas, pues las diferenciaciones por conglomerados regionales pueden más bien considerarse como subculturas. Aproximadamente 400.000 aborígenes se distribuyen en diez grandes familias lingüísticas: chibcha, guahibo, puinabe, sáliba, tukano, witoto, arawak, karib, quechua, bora y algunas lenguas sin clasificar, formando más de cincuenta diferentes etnias. Son los indios un mínimo porcentaje de la población colombiana, pero su variedad idiomática y la diversidad de sus costumbres hacen del país un campo privilegiado para las investigaciones etnológicas y un territorio de excepción en cuanto a la conservación, no siempre deseada de los gobiernos, de culturas ancestrales americanas.

## Organización social

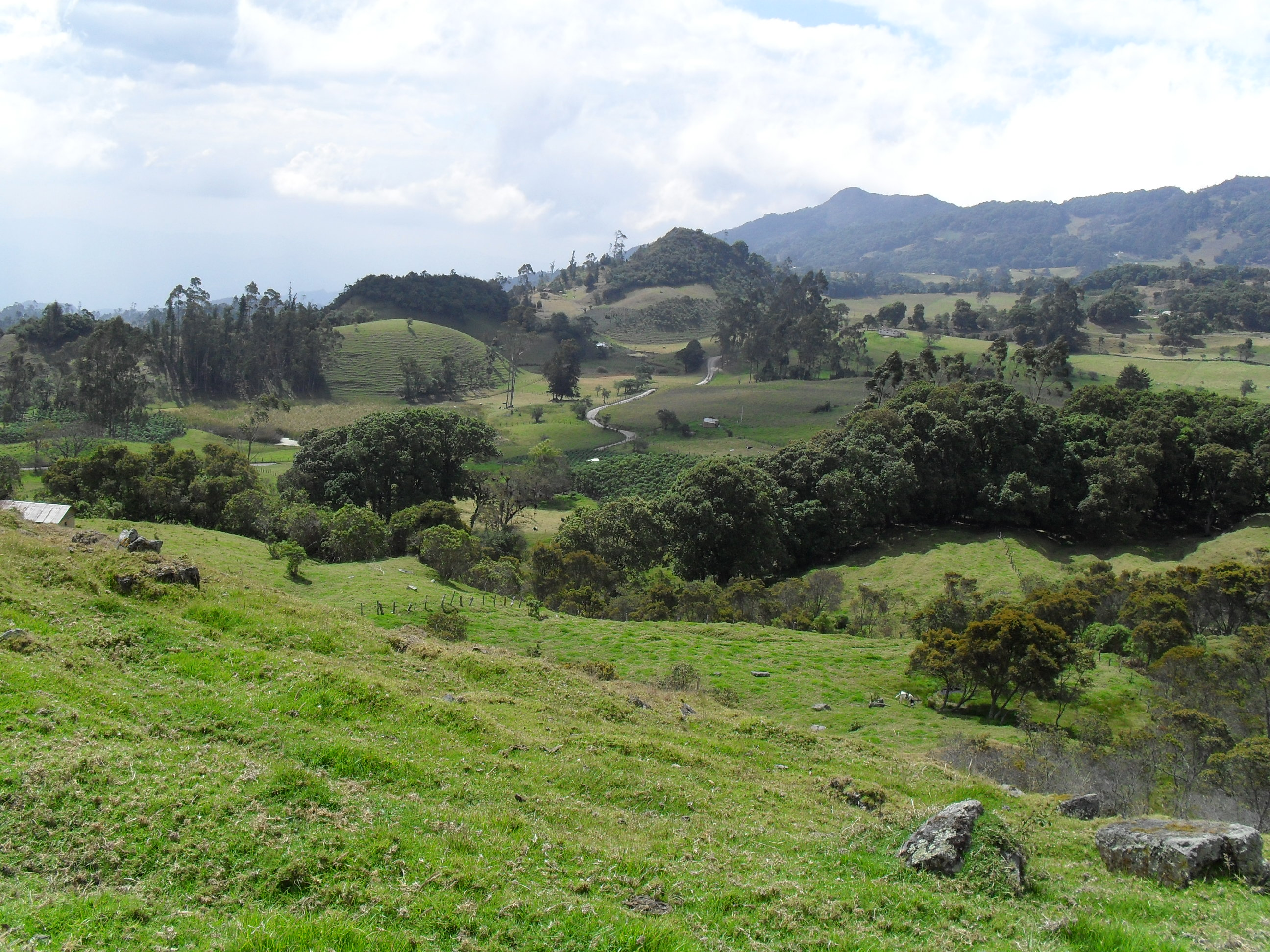
Altiplano cundiboyacence

Para apreciar la organización social del país se debe considerar, inicialmente, tener en cuenta los dos sectores principales del asentamiento de sus habitantes: el rural y el urbano. En el año 1970, el 70% de la población vivía y trabajaba en los campos y el 30% restante se concentraba en las ciudades; pero un ritmo acelerado de emigración en las últimas décadas presenta como resultante en la actualidad el hecho de tener un 64% de colombianos establecidos en los centros urbanos y un 36% en los predios rurales. Las causas de estos fenómenos se encuentran en la superpoblación del campo a medida que iba aumentando el índice de natalidad, en la deficiencia notoria en la calidad de los servicios prestados en ese sector -educación, salud, comunicaciones- y principalmente en la violencia política que desarraiga al campesino, doblemente presionado por las guerrillas y por las fuerzas gubernamentales del ejército. La ciudad, vista con la perspectiva de los medios de comunicación -periódicos, revistas, radio y televisión- ofrece los atractivos de más oportunidades de trabajo, salarios más altos, disfrute de mejores servicios y existencia en tranquilidad, aunque estas expectativas casi nunca se cumplen y no es fácil, y necesita un tiempo considerable la adaptación del campesino a los nuevos modos de vida citadinos.
La sociedad urbana está formada en un 3% por una clase alta, poseedora de la riqueza y el poder: los industriales, grandes comerciantes y empresarios, altos funcionarios de la administración pública y profesionales cuyo prestigio les aporta solidez económica. El 47% corresponde a una clase media, nacida a raíz del auge del desarrollo industrial y comercial del país. Esta clase incluye todo el sector dedicado a los servicios, es heterogénea y abierta al cambio, con toda clase de empleados y trabajadores independientes. La clase baja suma un 50%; incluye a los obreros y a los miles de desempleados, entre los que se encuentran jóvenes y personas mayores de cuarenta años, sin oportunidad por la alta tasa de desempleo, y los muchos campesinos que llegaron y continúan llegando tras la esperanza de un trabajo y una seguridad ante la violencia. 
En el sector rural las clases sociales se escalonan de la siguiente manera: los descendientes de los terratenientes coloniales, los que se enriquecieron con la industria y el comercio o con los matrimonios ventajosos y prefieren vivir en sus haciendas, forman la clase alta, que es apenas el 1%. Los negociantes, propietarios de pequeñas fincas y vendedores, un 6%, son el conglomerado de la clase media, aparecida con las reformas agrarias, la tecnificación agrícola y el impulso de la colonización de nuevas regiones. La clase baja abarca el 93% de la población rural y en ella se distinguen dos grupos: el de los pequeños comerciantes, que adquirieron las tierras que antes tenían como arrendatarios, cuando por la introducción del cultivo del café los hacendados parcelaron sus haciendas y se trasladaron a las ciudades, donde tenían mejor oportunidad de educar a sus hijos; el otro grupo es el de los campesinos que deben trabajar la tierra sin poseerla, los peones y obreros de las plantaciones.
El éxodo a las ciudades por la violencia en los campos ha causado el empobrecimiento de la sociedad rural, que hoy prefiere colocar su capital en propiedades urbanas, en empresas de comercio o industria o confiarlo bajo interés a las entidades bancarias. La masa de migrantes campesinos entra a formar parte de una clase media urbana que imita y busca el ascenso a la alta, buscando los factores de movilidad vertical, que son principalmente el dinero, la educación o la pertenencia al grupo político gobernante. 

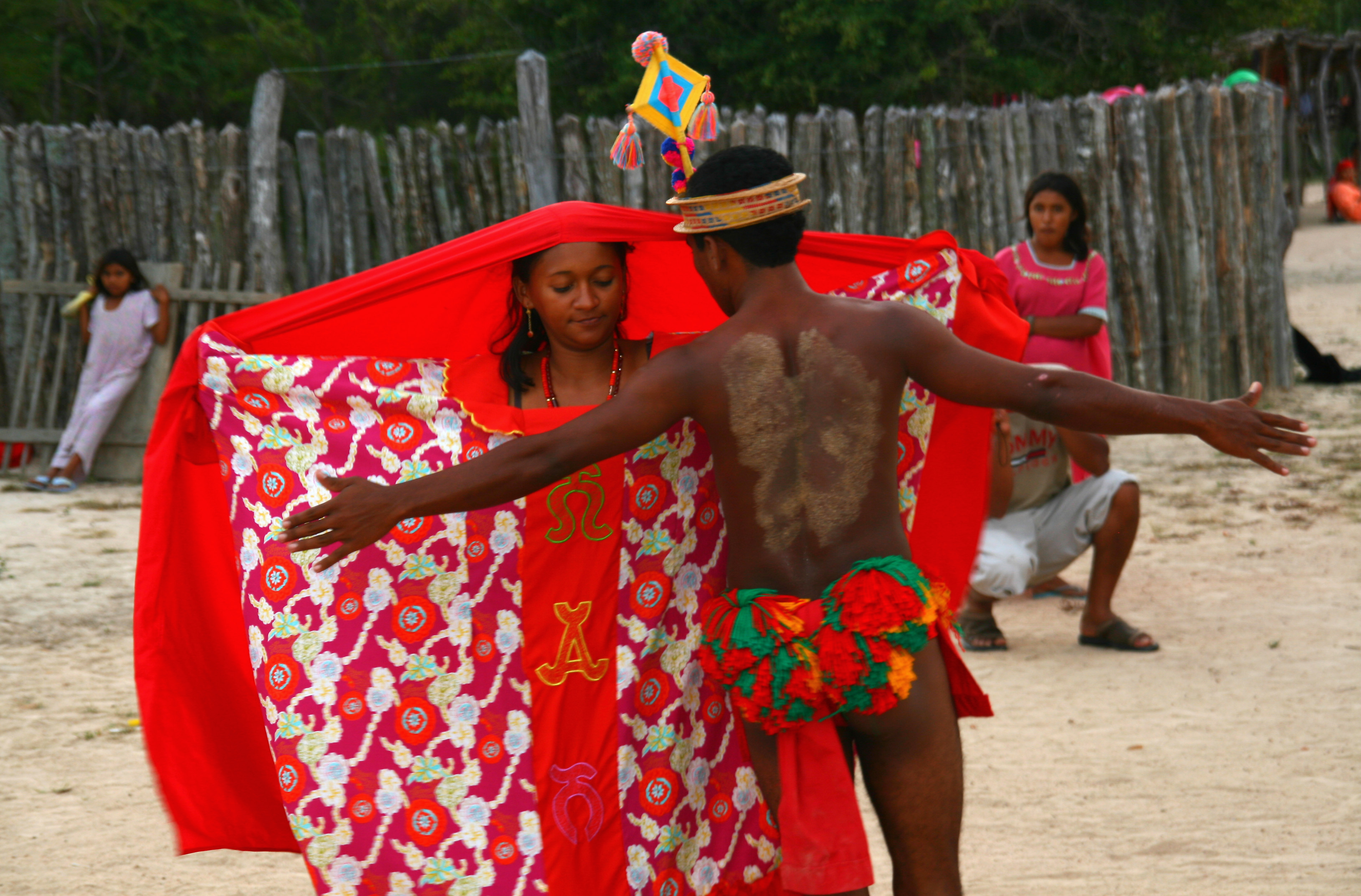
Baile de cortejo Wayuu

La organización social de los grupos indígenas es diferente: en ellos - exceptuando a los wayúu, en los que se marcan dos clases sociales diferenciadas por el factor dinero - se encuentran sociedades igualitarias, en las cuales solamente se destacan algunos individuos, ya sea por el prestigio emanado de sus conocimientos en la medicina tradicional y en las prácticas mágicas, por su categoría sacerdotal o por la posición política que alcanzan al ser elegidos en los cabildos, sistema que se ha generalizado y que permite la rotación del poder mediante la elección democrática anual.

## Indumentaria
La indumentaria del colombiano presenta una gran diversidad, que depende de las regiones geográficas, de las clases sociales, de la edad, del sexo y de la raza.

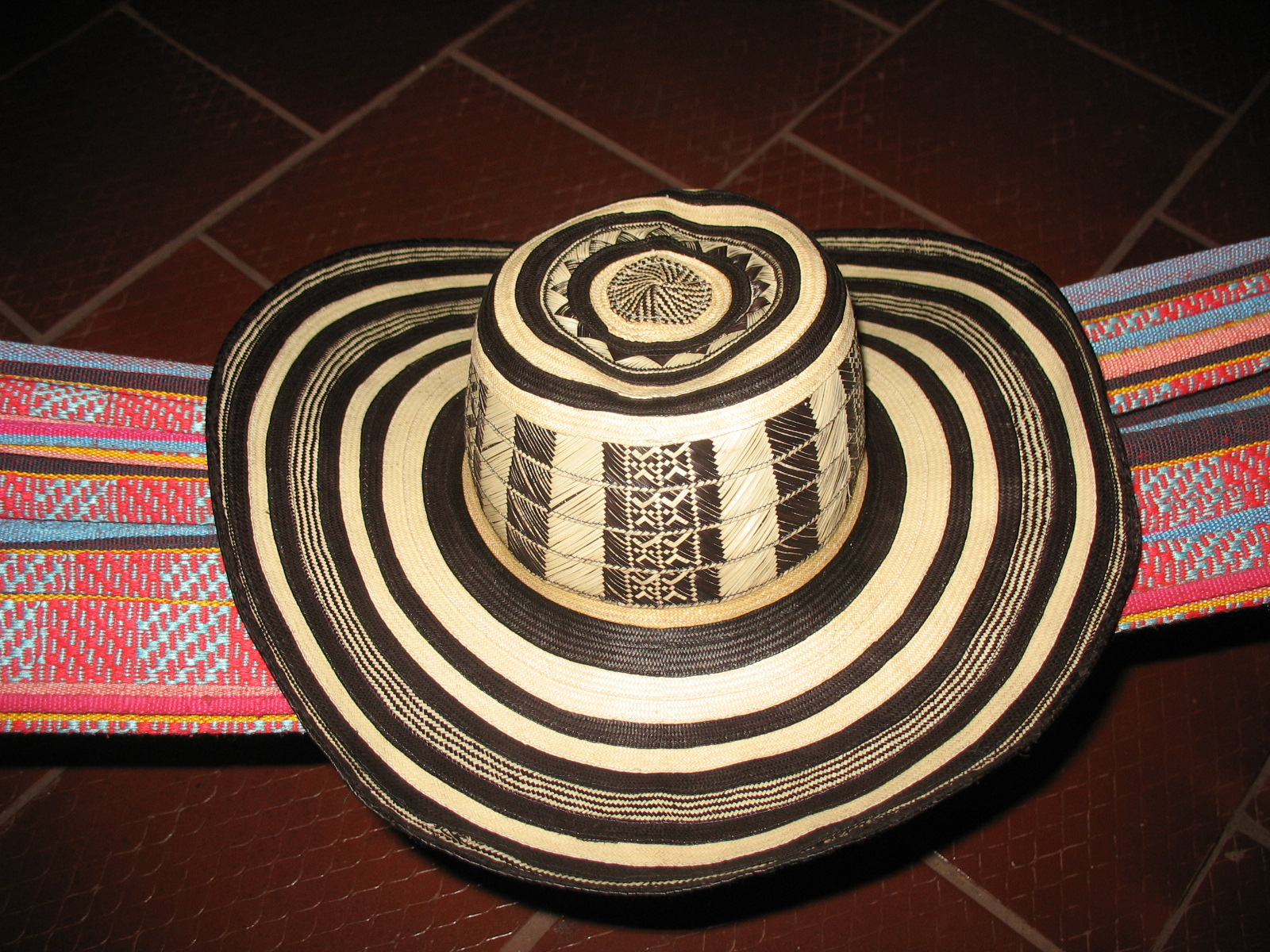
Sombrero vueltiao

Entre los campesinos de las cálidas zonas costeras del océano Pacífico, del mar Caribe y de las grandes llanuras orientales (y límites con Venezuela) los hombres usan pantalón y camisa de telas livianas, zapatos, sandalias o abarcas de cuero, botas altas en las haciendas ganaderas y sombreros de paja o fibra vegetal, algunos ya considerados como identificadores del colombiano caribeño, como el sombrero "vueltiao", llamado así porque se le da forma dando vuelta tras vuelta en espiral a la tira de paja entretejida; del cinturón cuelga el machete o del hombro la mochila y a veces un pañuelo "rabu'egallo" adorna el cuello.

En los valles interandinos de clima templado, los hombres llevan puesta o sobre el hombro una "mulera", poncho delgado de algodón, de color claro, que más que prenda de vestir o abrigo es un identificador de la condición campesina.
Las mujeres por su parte, llevan vestidos ligeros, zapatos y sandalias; como adornos pulseras y collares. La vestimenta rural es sencilla en diseño, liviana, fresca, alegre y esencialmente práctica. Las diferencias económicas se expresan por la ausencia o por el uso de collares, anillos, aretes y candongas de oro y plata.
Como la altura es la determinante principal del clima en este país sin estaciones, en las tierras altas el frío es constante y sus habitantes lo contrarrestan mediante el uso de abrigadas prendas. Los agricultores llevan pantalón de dril, la camisa cubierta con saco y tradicionalmente una "ruana", especie de poncho grueso, blanco, listado o de color, que ha entrado en el folclor, como símbolo del campesino de las montañas; zapatos de cuero, botas de caucho en las zonas húmedas y en algunas regiones, casi como una reminiscencia, alpargatas de fique; sombreros de paja o fieltro y en los páramos pasamontañas. Las mujeres con muchas enaguas, sacos y también ruanas y sombreros de hombre.
La clase media de pueblos y ciudades tiende a la indumentaria masificada que han impuesto los medios de comunicación y la moda, con predominio de los materiales sintéticos y de las confecciones que inundan el mercado de contrabando, siguiendo modelos europeos y norteamericanos. Esta manera de vestir ha llegado también al campesino y la clase alta, especialmente a las nuevas generaciones, y ya las camisetas con letreros en inglés, los jean, los zapatos de tenis y las holgadas blusas, unifican la vestimenta de la juventud en general. 
Los vestidos y adornos de algunos grupos indígenas de Colombia conservan aún características propias. En la península de La Guajira, al norte del país, la mujer viste una amplia túnica floreada, con una pañoleta se cubre la cabeza, en el rostro se aplica tintes negros y rojos, en vistosos diseños y sobre las sandalias lleva una borla grande de lana que indica su categoría; en el varón contrastan la camisa, el reloj, el sombrero, las gafas para sol y las cananas, con el breve "guayuco", cubresexo adornado con pequeñas bolsas y borlas de colores, regalo de alguna de sus varias esposas. 
En general es la mujer indígena quien guarda la tradición en el vestir. Entre los cuna, del golfo de Urabá, en la costa del Caribe cerca de Panamá, ellas usan pañoleta amarilla y naranja, una línea negra pintada sobre el lomo de la nariz, nariguera de oro que simboliza la fertilidad, profusión de zarcillos y collares, una tela de flores doblada de la cintura a los tobillos y una blusa adornada en el frente y el dorso con telas de colores muy vivos, aplicadas y cosidas formando representaciones de plantas, animales o figuras geométricas. Estas blusas llamadas "molas", son elemento comercial importante para el grupo, pues turistas y viajeros las compran para exhibirlas en casas y museos, por las cualidades estéticas de riqueza en el color y armonía en la composición. 
En las selvas chocoanas de la costa del Pacífico habitan los emberá y los waunana, cuyas mujeres se pintan el rostro con achiote y con jagua, y por todo vestido llevan una "paruma" o falda corta; se adornan con aretes y collares que combinan semillas y chaquiras, caracoles y monedas. En los Llanos Orientales y en la selva amazónica varias tribus conservan un tipo similar de indumentaria femenina; en cuanto al hombre, sólo se pinta, se corona de plumas, se descalza y utiliza el taparrabo para las ceremonias ancestrales de la celebración de las cosechas o los rituales funerarios. 
En las montañas del departamento del Cauca, al sur del país, los guambianos conservan con orgullo sus trajes típicos, aunque con curiosas innovaciones; el varón usa botas, la falda corta llamada "anaco", camisa, ruana, bufanda y un sombrero que de paja y oblongo pasó a ser de fieltro y ala corta; la mujer también lleva botas y medias blancas, pollerines almidonados bajo la falda, blusa, ruana, sombrero encocado y el cuello descansando sobre un grueso sartal de collares de chaquira, indicadores de su riqueza y de la generosidad de su marido. 
Entre los arhuacos de la Sierra Nevada de Santa Marta es el hombre quien se ocupa de tejer, y en el telar fabrica la túnica de algodón que le llega a la rodilla y cubre un calzoncillo de lienzo; en la cabeza lleva un sombrero de fique en forma de casquete o de fez y sobre el pecho, cruzadas, mochilas con colores y dibujos que recuerdan su clan. Pero el arhuaco teje sólo su propio traje; la mujer compra tela blanca a los mestizos y cose su vestido, que la cubre del cuello a los tobillos y deja al descubierto un hombro; los collares de piedras de colores, diferentes semillas y caracoles, la protegen del mal y las enfermedades y son talismanes para la buena suerte.